# Живадинович, Милан
Милан Живадинович (серб. Milan Živadinović / Милан Живадиновић; 15 декабря 1944, Белград — 17 июля 2021, Белград) — югославский и сербский футбольный защитник, тренер.

## Карьера игрока
Во время своей карьеры игрока в Югославии выступал за «Црвену звезду», а также менее известные клубы «Челик», «Вардар», «Слобода» (Ужице), «Риека» и «Црвенка». В конце карьеры был приглашён в немецкий «Зюйдвест» из Людвигсхафена. В полной мере раскрыть себя Милану помешала травма позвоночника.

## Карьера тренера

### В клубах
Как тренер придерживался взглядов 1960-х годов на футбольную тактику. Обучался тренерскому ремеслу у футбольного специалиста Гуго Рушевлянина. Тренировал в Югославии такие команды, как «Будучност», «Спартак» Суботица, «Нови-Сад», «Рад», «Раднички», «Црвена звезда», ОФК и «Обилич». Также работал много в восточных странах: турецком «Сакарьяспоре», саудовском «Аль-Насре», кувейтском «Аль-Шабабе», персидском «Саба Коме» и китайском «Гуанчжоу Фули».

### В сборных
В 1994 году он возглавил олимпийскую сборную Югославии, с которой, однако, не сумел пробиться на Олимпиаду в Атланте. В 1998 году после отставки Слободана Сантрача, провалившего чемпионат мира 1998 года возглавил основную сборную Югославии. Первый матч под его руководством команда провела 2 сентября 1998 года в Нише против Швейцарии, который завершился ничьей 1:1. В этой товарищеской встрече у швейцарцев был удалён Марко Грасси, что не помогло всё же югославам вырвать победу. Последний матч под его руководством югославы сыграли 8 июня 1999 года в Салониках против Мальты и одержали крупную победу со счётом 4:1, хотя пропустили уже на шестой минуте игры (матч проводился в Греции по соображениям безопасности, поскольку в то время Югославия воевала с НАТО). Несмотря на то, что команда выиграла три встречи, свела вничью две и всего один раз проиграла, Живадинович серьёзно рассорился с Федерацией футбола Сербии и Черногории, из-за чего был уволен
В 2000 году он возглавил сборную Ирака, с которой дошёл до 1/4 финала Кубка Азии. Спустя год его уволили из-за неудовлетворительных результатов команды, а через 4 года ещё и вынудили выплатить неустойку в размере 125 тысяч долларов США. В 2002 году он руководил сборными Йемена и Ганы. В 2011 году руководил сборной Мьянмы, однако ни одну из семи встреч она не выиграла, а пять умудрилась проиграть.
По состоянию на 2017 год работал в футбольной академии Ганы и Футбольном союзе Сербии.
Скончался 17 июля 2021 года, после инсульта, случившегося 4 июля.